# Покровка (Могочинський район)
Покро́вка (рос. Покровка) — село у складі Могочинського району Забайкальського краю, Росія. Входить до складу Амазарського міського поселення.

## Населення
Населення — 15 осіб (2010; 12 у 2002).
Національний склад (станом на 2002 рік):
- росіяни — 92 %